# Thoa lophopetali
Thoa lophopetali är en insektsart som beskrevs av Sadao Takagi 1993. Thoa lophopetali ingår i släktet Thoa och familjen pansarsköldlöss. Inga underarter finns listade i Catalogue of Life.